# Pniowy zespół naprzemienny

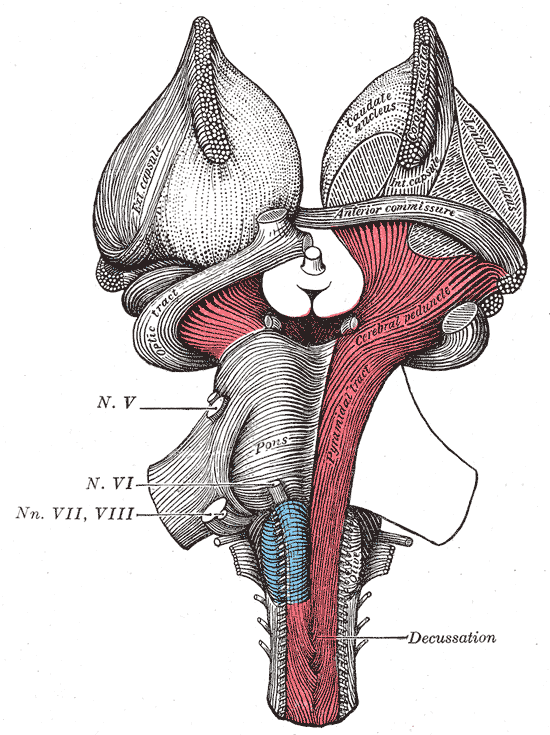
Przebieg dróg piramidowych w pniu mózgu. Widoczne odejścia nerwów czaszkowych oraz skrzyżowanie piramid

Pniowe zespoły naprzemienne – zespoły neurologiczne wynikające z ograniczonego, ogniskowego, jednostronnego uszkodzenia pnia mózgu, najczęściej pochodzenia naczyniowego. Objawy zespołów naprzemniennych wynikają z jednoczesnego uszkodzenia jądra nerwu czaszkowego oraz sąsiadujących z nim dróg piramidowych krzyżujących się poniżej, więc w przypadku nerwów czaszkowych będą one widoczne po stronie uszkodzenia, w przeciwieństwie do objawów pochodzących z dróg piramidowych, które występują przeciwstronnie. Dzięki znajomości objawów poszczególnych zespołów można dość precyzyjnie określić miejsce wystąpienia zaburzeń, nie da się natomiast dowiedzieć niczego na temat ich pochodzenia i charakteru.
Najczęściej spotykane zespoły naprzemienne:
- uszkodzenie na poziomie śródmózgowia:
  - zespół Chiraya-Foixa-Nicolesco
  - zespół Benedikta
  - zespół Claude’a
  - zespół Webera
  - zespół Nothnagela
- uszkodzenie na poziomie mostu:
  - zespół Raymonda-Céstana
  - zespół Gasperiniego
  - zespół Millarda-Gublera
  - zespół Brissauda
  - zespół Foville'a
  - zespół Babińskiego-Nageotte’a
- uszkodzenie na poziomie rdzenia przedłużonego:
  - zespół Wallenberga
  - zespół Céstana-Chenalisa
  - zespół Avellisa
  - zespół Schmidta
  - zespół Tapii
  - zespół Verneta
  - zespół Jacksona
  - zespół Spillera

Zespoły pniowe, w których nie obserwuje się objawów naprzemiennych są skutkiem obustronnego, bardziej rozległego uszkodzenia pnia mózgu (np. zespół zamknięcia, zespół odmóżdżeniowy). Ich przebieg jest znacznie cięższy, a rokowanie poważniejsze.